# Acacia acuminata
Acacia acuminata — вид квіткових рослин з родини бобових, ендемічний для південного заходу Західної Австралії. Це дерево з філодії (видозмінені черешки листків, що виконують фотосинтезну функцію) від лінійних до вузькоеліптичних і колосами золотисто-жовтих квіток.

## Морфологічний опис
Acacia acuminata росте у вигляді високого куща або невеликого дерева переважно 3–7 м заввишки та конічної форми з вузьким кінцем до основи. Його нові пагони жовті та шовковисто-волосисті. Його філодії від висхідних до випростаних, від лінійних до вузькоеліптичних переважно 80–250 мм завдовжки та 2–8 мм завширшки. Філодії яскраво-зелені та більш-менш голі. Квітки золотисто-жовті, у сидячих колосках завдовжки здебільшого 10–30 мм. Цвіте з липня по жовтень. Плід — лінійний, переважно 30–80 мм завдовжки. Насіння від темно-коричневого до чорного, від довгастої або еліптичної до яйцеподібної форми, 2,0–4,5 мм завдовжки та 1,5–3 мм завширшки з білою або кремово-білою віткою.